# کوره‌هارو نو آزامارو
کوره‌هارو نو آزامارو ((به ژاپنی: 伊治 呰麻呂 これはり/これはる の あざまろ); زمان تولد و مرگ نامشخص، اهل دوره نارا درژاپن بود. او یکی از رهبران قبیله امیشی بود که در نیمه دوم قرن هشتم در ولایت موتسو (منطقه توهوکو کنونی) فعال بود و دربار امپراتوری به او درجه رسمی داد، اما در سال ۷۸۰ او شورش هوکی را موجب شد.